# Povos tungúsicos

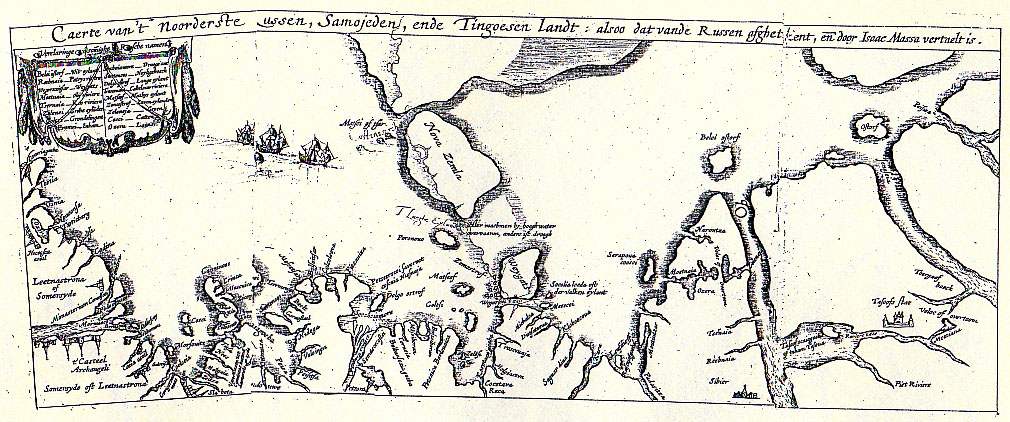
Mapa de 1612 mostrando a terra tungúsica, por Isaac Massa.

Os povos tungúsicos ou tungues são compostos pelas etnias que falam as línguas tungúsicas. Habitam a Sibéria oriental e o nordeste da Ásia e não estão relacionados com os povos túrquicos e mongólicos. Durante o século XVII, o Czarado da Rússia esteve a expandir-se a leste pela Sibéria, tomando terras tungúsicas e findou este processo de conquista em 1689 com o Tratado de Nerchinsk. A primeira descrição publicada duma pessoa tungúsica a chegar mais além da Rússia para o resto da Europa foi feita pelo viajante holandês Isaac Massa em 1612. Ele obteve esta informação após a sua estadia em Moscou.

## Etimologia
A palavra Tungue é o aportuguesamento do étimo turco-tártaro tonguz, que significa «porqueiro ou criador de porcos». Este étimo, por seu turno, deriva da palavra "Donki" que significa "homens" nas línguas tungúsicas. Alguns multíscios propõem que este etnónimo deriva, antes, da glosa chinesa Donghu (東胡, "Bárbaros Orientais", cf. Tonggu 通古 = Tungúsico). Sendo que esta tese assenta numa "semelhança fortuita entre o nome antigo e a pronúncia moderna da palavra, o que contribuiu, no passado recente, para fundamentar a crença popular de que os Donghu teriam falado uma língua tungúsica. Porém, esta tese claudica de provas consistentes que a corroborem".

## Localização
A palavra provém de Tunguska, uma região da Sibéria oriental banhada pelo rio Ienissei e na parte leste pelo Oceano Pacífico.

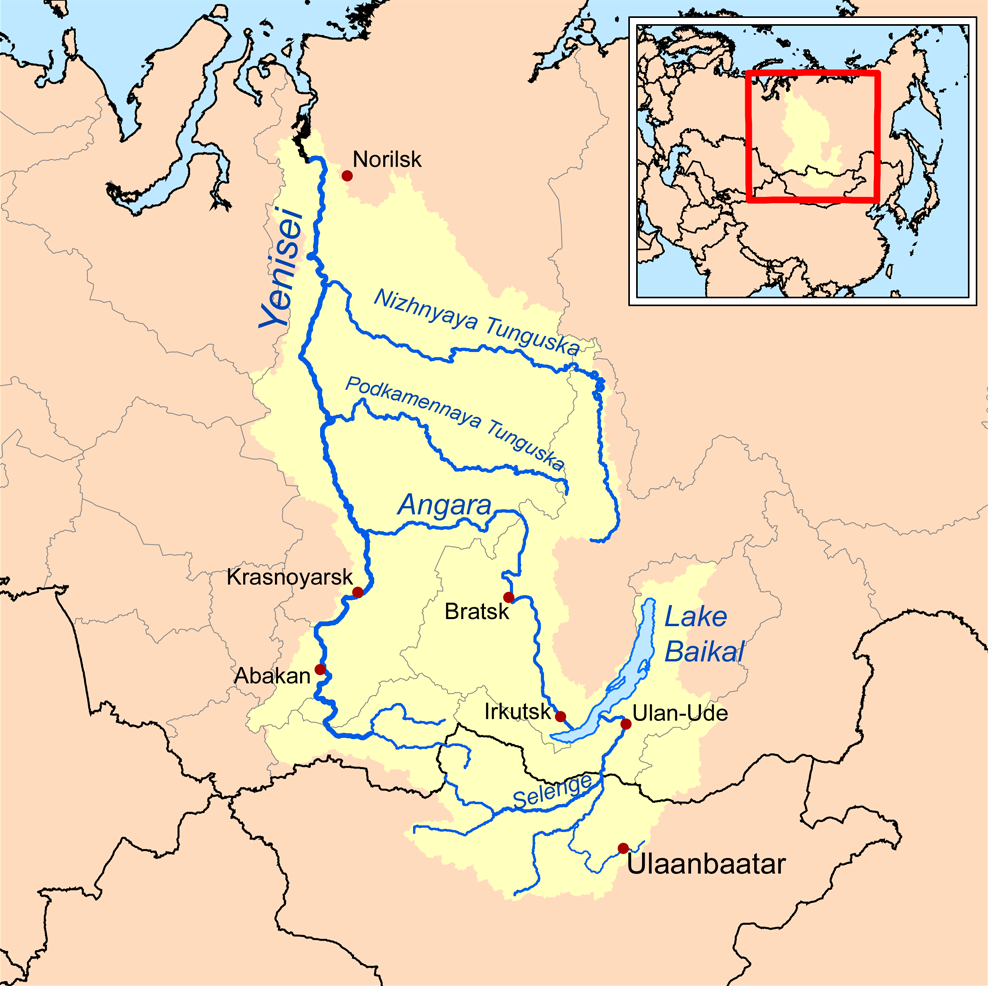
Os rios tributários do Ienissei, que formam a fronteira occidental dos povos tungúsicos.

Numéricamente falando, o maior grupo dentro dos povos tungúsicos é o manju, os quais no hodierno século perfazem dez milhões. São originários da Manjúria, que hodiernamente faz parte do nordeste da China e do Extremo Oriente Russo. Após a sua conquista da China no século XVII, foram quase totalmente assimilados pela população Han da China. Os Sibe são um subgrupo manju.
Os evenques vivem no distrito autónomo da Evenquia na Rússia. Os udegues (Удэгейцы, em russo; удээ, udee; удэхе, udehe) vivem no Krai de Primosky e no Krai de Khabarovsk, também na Rússia.
Várias teorias sugerem que os ávares panónios do Grão-Canato Avar eram de origem tungúsica ou parcialmente tungúsica, por exemplo, que a classe governante fosse.

## Povos

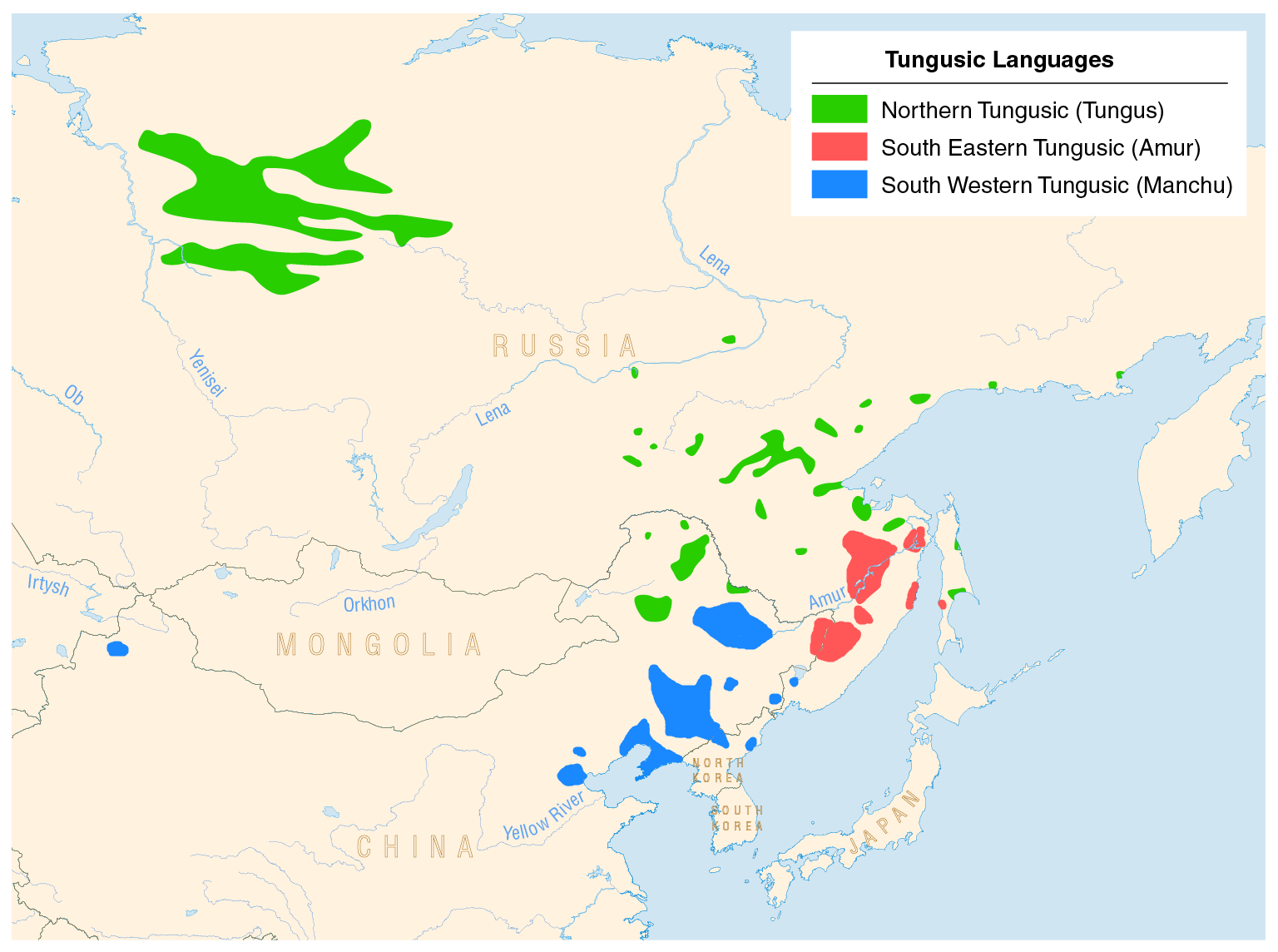
Distribuição geográfica das línguas tungúsicas.

Os povos tungúsicos são os seguintes:
- Evenques
- Evens
- Manjus (conhecidos anteriormente como povo Jurchen)
- Negidals
- Nanai
- Oroch
- Orok
- Oroqen
- Udegues
- Ulchs
- Sibe